# Coles Bashford

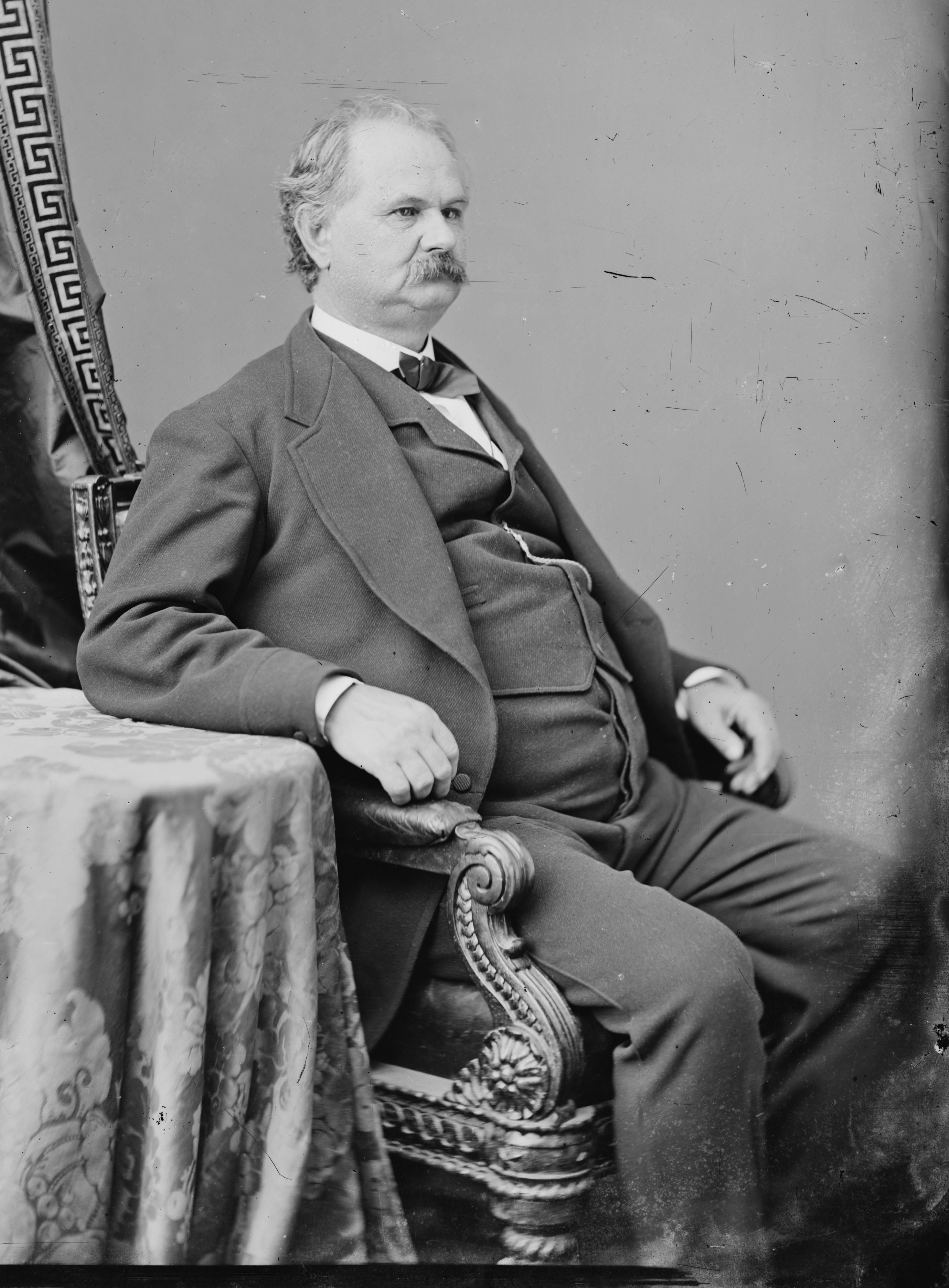
Coles Bashford

Coles Bashford (* 24. Januar 1816 in Cold Spring, New York; † 25. April 1878 in Prescott, Arizona) war ein US-amerikanischer Jurist und Politiker und von 1856 bis 1858 der fünfte Gouverneur des Bundesstaates Wisconsin.

## Frühe Jahre
Bashford besuchte die Wesleyan University in Lima (New York). Nach einem anschließenden Jurastudium und seiner Zulassung als Rechtsanwalt begann er in der Stadt Clyde seinen neuen Beruf auszuüben. Zwischen 1857 und 1850 war er auch Bezirksstaatsanwalt im Wayne County. Im Jahr 1850 zog Bashford nach Wisconsin und ließ sich in Algoma, das heute ein Ortsteil von Oshkosh ist, als Rechtsanwalt nieder. Damals war Bashford Mitglied der Whig Party. Zwischen 1851 und 1855 saß er im Senat von Wisconsin. Etwa zur gleichen Zeit lösten sich die Whigs auf und Bashford wurde einer der Mitbegründer der Republikanischen Partei in Wisconsin, die ihn im Jahr 1855 zu ihrem Spitzenkandidaten für die anstehende Gouverneurswahl machte. Sein Gegenkandidat war der skandalumwitterte Amtsinhaber William A. Barstow.

## Umstrittene Wahlen
Trotz der gegen ihn erhobenen Korruptionsvorwürfe trat William Barstow im Jahr 1855 zur Wiederwahl als Gouverneur an. Das erste Wahlergebnis sah Barstow mit einem Vorsprung von 157 Stimmen als Wahlsieger vor Bashford. Schon bald wurde klar, dass dieses Ergebnis das Resultat eines Wahlbetrugs war. Die Republikaner riefen den Obersten Gerichtshof an, um gegen dieses Vorgehen zu protestieren, während sich Barstow in seine zweite Amtszeit einführen ließ. Nun kam es zu Protesten gegen den Gouverneur, der seine Anhänger mobilisierte. Beinahe wäre es zu einem Bürgerkrieg in Wisconsin gekommen. Das Oberste Gericht gab der Klage statt. Da aber Barstow nicht gewillt war aufzugeben, eskalierte der Konflikt. Unter dem allgemeinen Druck musste er aber dann doch am 21. März 1856 zurücktreten. Bis zur offiziellen Einsetzung von Bashford musste Vizegouverneur Arthur MacArthur für vier Tage amtieren. Am 25. März konnte Bashford dann ganz offiziell sein neues Amt antreten.

## Gouverneur von Wisconsin
Als Gouverneur geriet auch Bashford schnell unter Korruptionsverdacht. Im Zusammenhang mit der Landvergabe an eine Eisenbahngesellschaft hat er sich mit Aktien und Geld bestechen lassen. Auch Parlamentsabgeordnete und sogar ein Richter des Obersten Gerichtshofs waren in die Affäre verwickelt. Alle schriftlichen Beweise wurden von den Beteiligten verbrannt. Als Konsequenz dieses Skandals wurde Bashford nicht mehr für das Amt des Gouverneurs nominiert. Damit endete seine Amtszeit am 4. Januar 1858. Bemerkenswert ist, dass unter seiner Regierung mit William Noland der erste Afroamerikaner in ein öffentliches Amt berufen wurde.

## Weiterer Lebenslauf
Ähnlich wie sein Amtsvorgänger Barstow wurde auch Bashford für seine Vergehen nicht zur Verantwortung gezogen. Er konnte zunächst weiter als Anwalt arbeiten, ehe er im Dezember 1863 von Präsident Abraham Lincoln zum Justizminister des Arizona-Territoriums ernannt wurde. Dieses Amt behielt er bis 1866. Zwischen 1867 und 1869 vertrat er das Territorium als Delegierter im US-Repräsentantenhaus. Sein letztes politisches Amt hatte er von 1869 bis 1876 als Staatssekretär in Arizona inne. Er starb im Jahr 1878. Coles Bashford war mit Frances Adams Foreman verheiratet, mit der er sieben Kinder hatte.